# Limmattal

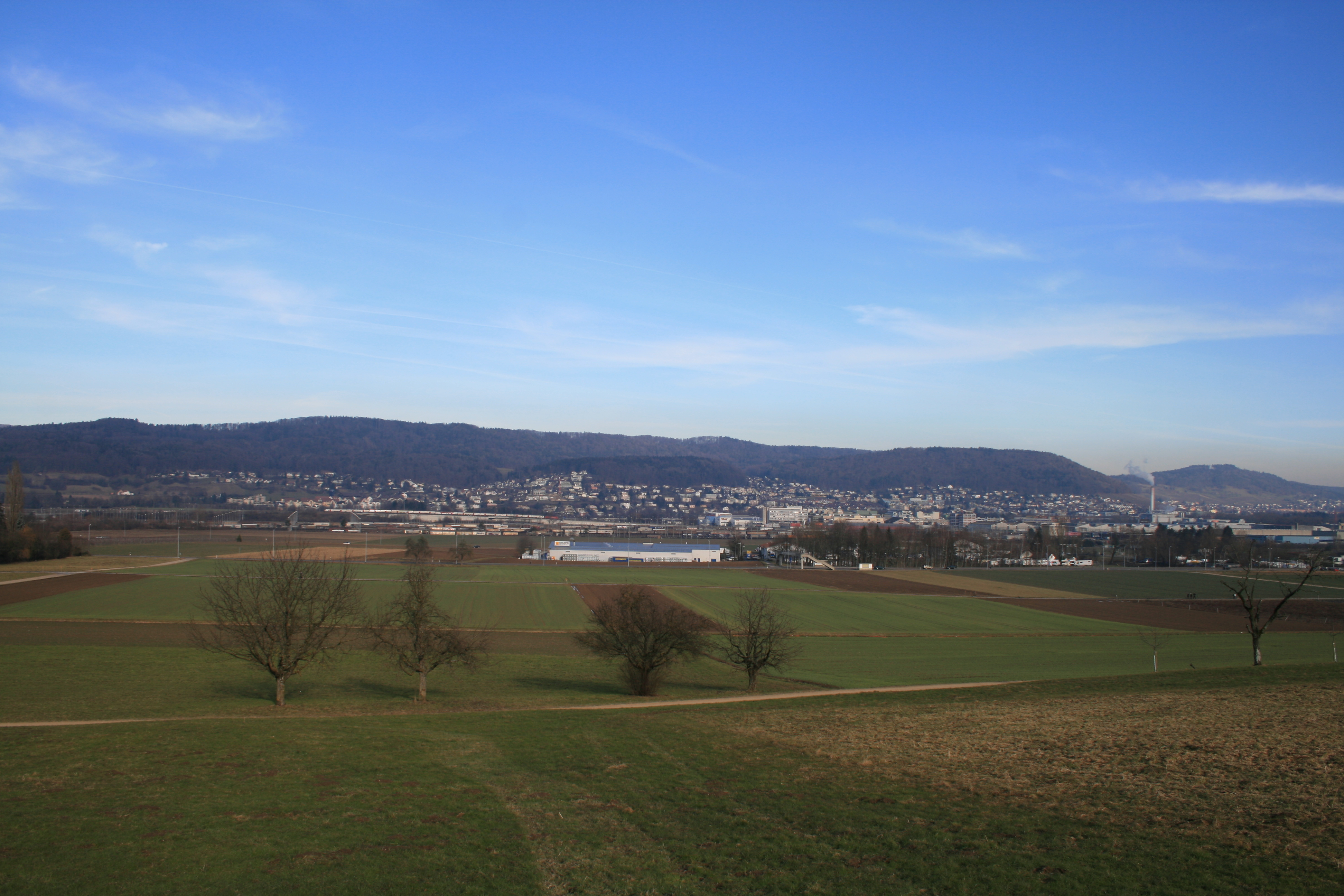
Das Limmattal bei Dietikon, im Hintergrund der Rangierbahnhof Limmattal und Oetwil

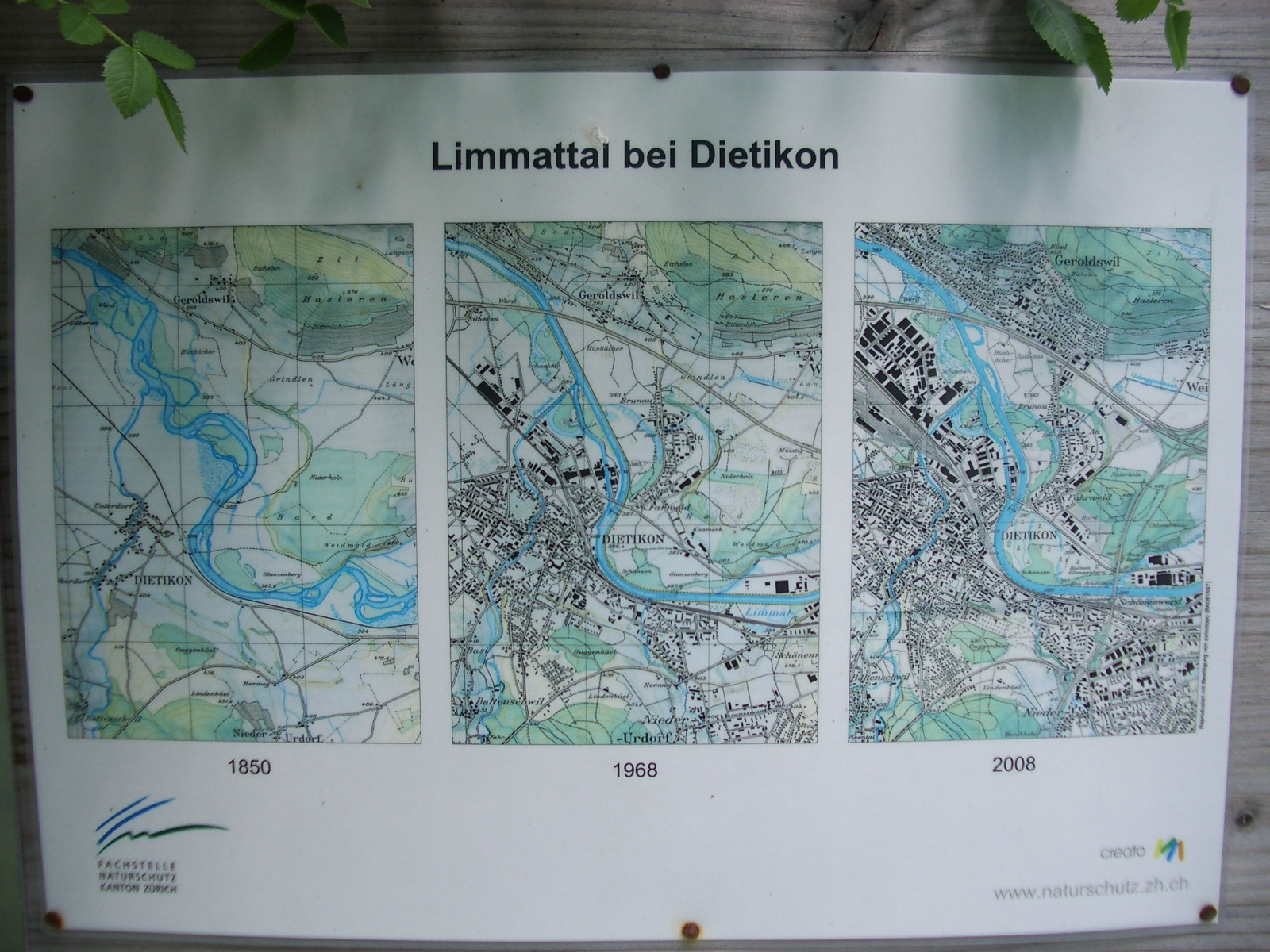
Der Lauf der Limmat bei Dietikon, Dietiker Altläufe

Limmattal, Luftbild von 1925, aufgenommen von Walter Mittelholzer

Das Limmattal erstreckt sich von der Stadt Zürich vom Zürichsee in nordwestlicher Richtung entlang des Heitersbergs bis nach Brugg und liegt damit teils im Kanton Zürich, teils im Kanton Aargau. Durch das Limmattal fliesst die Limmat, die beim Wasserschloss bei Brugg in die Aare mündet.
Das Limmattal ist heute eine über weite Strecken eng bebaute Agglomerationslandschaft. Folgende Gemeinden und Städte liegen im Limmattal: Zürich, Oberengstringen, Unterengstringen, Schlieren, Weiningen, Urdorf, Dietikon, Bergdietikon, Geroldswil, Oetwil, Spreitenbach, Würenlos, Killwangen, Neuenhof, Wettingen, Baden, Ennetbaden, Obersiggenthal, Untersiggenthal und Turgi.
Nach dem Tal ist auch der zwischen Spreitenbach und Dietikon gelegene Rangierbahnhof Limmattal (abgekürzt RBL) des Zürcher Eisenbahnknotens benannt. 

## Natur
Schon 1930 hat der Regierungsrat des Kantons Zürich die Reste der urtümlichen Auenlandschaft, die Dietiker Altläufe, zum Naturschutzreservat erklärt. Zusätzlich wurden mit der Neukonzessionierung des Wasserkraftwerkes Wettingen im Jahre 2005 die Geroldswiler Auen neu angelegt. Die Riedwiesen des Dietiker Schachens beherbergen über 150 Pflanzenarten. In den Auen können der Eisvogel, der Flussregenpfeifer und die Ringelnatter beobachtet werden.